# Фененко Гаврило Олександрович
Фененко Гаврило Олександрович — судовий діяч Російської імперії, дійсний статський радник (з 1864 р.). З 1851 року голова Гродненської палати кримінального суду (на 1 червня 1868 р.).
Православний, з дворянського роду Фененків. Народився 27 березня 1805 року в  парафії с.Литвиновичі Кролевецького повіту Чернігівської губернії. Син колезького секретаря Фененка Олександра Федоровича та Фененко Мотрони Василівни.
Закінчив курс Новгород-Сіверської чоловічої гімназії у 1820 році. Розпочав службу з 14 березня 1821 р.канцеляристом у Кролевецькому повітовому суді; з 22 червня 1822 р. — приступив до справ Чернігівського цивільного губернатора. 31 грудня 1824 р. присвоєно звання — колезький реєстратор; з 31 грудня 1827 р. — губернський секретар; з 31 грудня 1830 р. — колезький секретар; з 31 грудня 1833 р. — титулярний радник.
20 лютого 1834 переведений до канцелярії Могильовського цивільного губернатора; з 1 листопада 1834 р. — секретар; з 4 травня 1835 р. перейменований в правителі канцелярії.
З 7 червня 1835 р. до 25 червня 1844 р. служить правителем канцелярії Чернігівського цивільного губернатора. З 26 квітня 1838 р. — колезький асесор; з 26 квітня 1842 р. — надвірний радник.
31 грудня 1844 зарахований до Департаменту Міністерства юстиції. 9 січня 1845 р. —  на посаді Архангельського губернського прокурора; з 23 квітня 1845 р., в тому числі - член Архангельського губернського Опікунського  Комітету по в'язницях.
22 лютого 1846 р. відбуваються нові призначення, тепер уже Тверським губернським прокурором і членом Тверського Опікунського Комітету по в'язницях. З 22 листопада 1847 р. — колезький радник.
З 9 червня 1849 р. —  на посаді голови Гродненської Палати Кримінального Суду; там же служив і на 1 червня 1868 року. З 1864 р. - дійсний статський радник.

## Нагороди
- Орден Святої Анни 2-й ст. (1846)
- Орден Святого Станіслава 2-й ст. (1847)
- Орден Святого Володимира 3-й ст. (1849)
- Орден Святої Анни 1-й ст. (1864)